# Vanessa Wahlen
Vanessa Wahlen (* 21. August 1995 in Düsseldorf) ist eine deutsche Fußballspielerin; derzeit ohne Verein.

## Karriere

### Vereine
Wahlen begann beim DJK Agon 08 Düsseldorf, einem im Düsseldorfer Stadtteil Mörsenbroich ansässigen Verein, mit dem Fußballspielen, wechselte 2010 in die Jugendabteilung des FCR 2001 Duisburg und nach nur einer Spielzeit in die von Bayer 04 Leverkusen. Mit 17 Jahren kehrte sie nach Duisburg zurück und bestritt für den FCR 2001 Duisburg II in der Regionalliga West acht Punktspiele, bevor sie am 3. Februar 2013 (12. Spieltag), mit Beginn der Rückrunde, bei der 0:2-Niederlage im Auswärtsspiel gegen die SGS Essen ihr Bundesligadebüt gab. Ihr erstes Bundesligator erzielte sie am 12. Mai 2013 (22. Spieltag) beim 4:2-Sieg im Heimspiel gegen den FF USV Jena mit dem Treffer zum 1:0 in der dritten Minute. Obwohl sie einen noch bis zum 30. Juni 2016 gültigen Vertrag beim MSV Duisburg hatte, wechselte sie – im Einvernehmen beider Vereine – während der laufenden Saison 2014/15 zum Ligakonkurrenten TSG 1899 Hoffenheim um neben ihrer fußballerischen Ausbildung das dreijährige Berufskolleg mit dem Schwerpunkt Sport an der Max-Weber-Schule in Sinsheim absolvieren zu können. Im Oktober 2015 verließ sie den Verein auf eigenen Wunsch. Aufgrund zweier Kreuzbandrisse hatte Wahlen bis zu ihrer Vertragsauflösung kein einziges Pflichtspiel für die Mannschaft bestritten.
Kurz nach dem Start in die Rückrunde wurde sie im Februar 2016 vom Zweitligisten Borussia Mönchengladbach verpflichtet, für den sie in sechs Punktspielen, in den sie zwei Tore erzielte, zum Aufstieg in die Bundesliga 2016/17 beitrug.

### Nationalmannschaft
Wahlen debütierte am 24. Juni 2010 im Trikot des DFB beim 2:0-Sieg im Test-Länderspiel der U-15-Nationalmannschaft gegen die Auswahl Norwegens, mit Einwechslung für Julia Schneider in der 52. Minute.